# Lybia
Lybia (лат.) — род крабов семейства из Xanthidae надсемейства Xanthoidea.
Для них характерен мутуализм с актиниями, которых они держат в клешнях для самозащиты. В свою очередь, актинии активно перемещаются, что позволяет им поймать щупальцами больше съедобных частиц. Lybia используют по крайней мере три различных вида актиний, в том числе Bundeopsis sp. и Triactis producta. И актинии и крабы могут жить друг без друга. При этом крабы могут заменять актиний губками или кораллами.
Род Lybia содержит следующие виды:
- Lybia australiensis (Ward, 1933)
- Lybia caestifera (Alcock, 1898)
- Lybia denticulata Nobili, 1905
- Lybia edmondsoni Takeda & Miyake, 1970
- Lybia hatagumoana Sakai, 1961
- Lybia leptochelis (Zehntner, 1894)
- Lybia plumosa Barnard, 1947
- Lybia pugil (Alcock, 1898)
- Lybia tessellata (Latreille in Milbert, 1812) — типовой вид
- Lybia tutelina C. G. S. Tan & Ng, 1994